# موغوشيشت
موغوشيشت هي قرية تقع في إقليم ياش في رومانيا وبلغ عدد سكانها 4,917 نسمة في عام 2002م.